# Тоней (вулкан)
Тоней (англ. Toney Mountain) — великий, щитовий вулкан Землі Мері Берд в Антарктиді. Найвищою точкою гори є пік Річмонд (3595 м), який лежить на північний схід від кальдери, діаметром 3 км. Тоней порівняно молодий вулкан, з геологічною породою у верхній частині конуса, вік якої становить менше одного мільйона років.

## Відкриття і дослідження

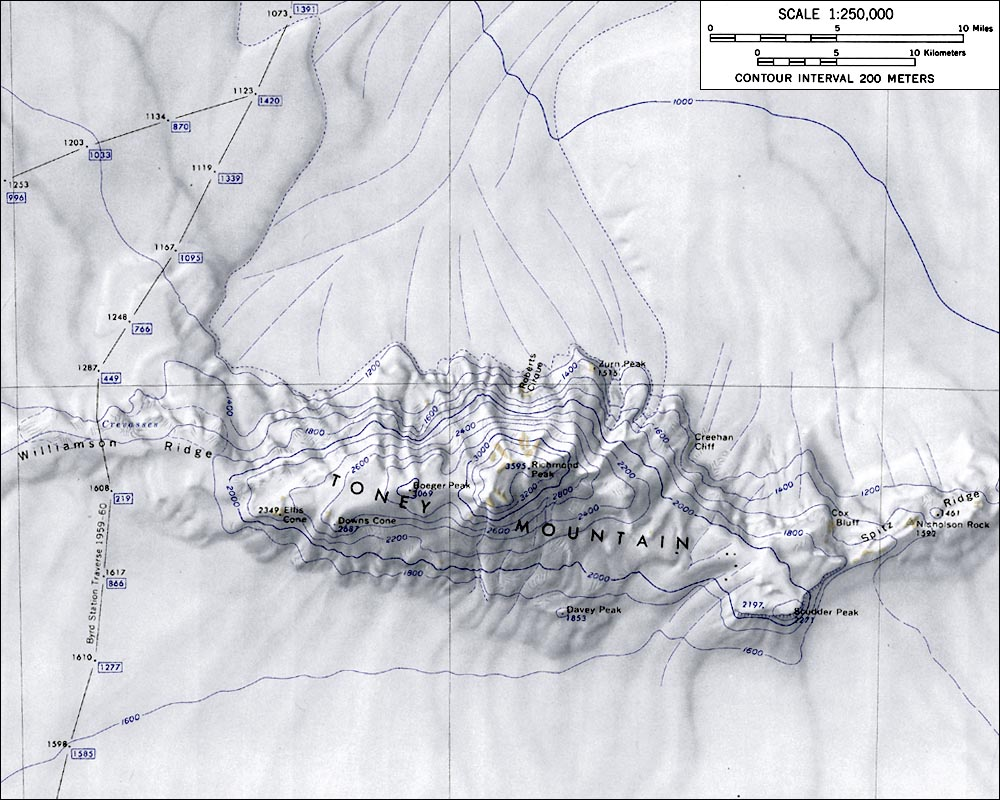
Топографічна мапа гори Тоней (масштаб 1:250,000)

Вулкан, ймовірно, були серед тих гір, які вперше побачив адмірал Берд та інші члени експедиції «USAS», на кораблі «Ведмідь» в лютому 1940 року. Він був уперше нанесений на карту у грудні 1957 року, досліджувався експедицією із полярної станції Берд протягом 1957—1958 років і був названий на честь Джорджа Р. Тоні, наукового керівника полярної станції Берд у 1957 році, учасника кількох антарктичних і арктичних експедицій.

## Географія
Тоней одинарний, довгастий щитовий вулкан (довжина із заходу на схід становить понад 50 км). Розташований в північній частині Землі Мері Берд в Західні Антарктиді за 114 км на північний захід від вулкана Такахе і за 120 км на північний схід від вулкана Фрейкс (гори Крері).

## Пік Річмонд
Пік Річмонд (англ. Richmond Peak) — найвища вершина (3595 м) вулкана Тоней 75°48′ пд. ш. 115°49′ зх. д. / 75.800° пд. ш. 115.817° зх. д.. Він був досліджений із землі і нанесений на карту Геологічною службою США (USGS) і обстежений ВМС США із повітря, з виконанням аерофотозйомки, в 1959—1971 роках. Пік був названий «Консультативним комітетом з назв в Антарктиці» (US-ACAN) на честь Аддісона Е. Річмонда (молодшого), голови департаменту Міжвідомчого комітету з Антарктики в 1971–1972 роках.